# Acegima
Acegima is een geslacht van wantsen uit de familie van de Miridae (Blindwantsen). Het geslacht werd voor het eerst wetenschappelijk beschreven door Bertil Robert Poppius in 1919.

## Soorten
Het genus bevat de volgende soorten:

- Acegima albofasciata Poppius, 1921
- Acegima brasiliana Carvalho, 1973
- Acegima guiana Carvalho, 1973